# Vastseliina församling
Vastseliina församling (estniska: Vastseliina kogudus) är en församling som tillhör Võru kontrakt inom den Estniska evangelisk-lutherska kyrkan. Församlingen omfattar kommunerna Vastseliina, Meremäe och Misso samt delar av kommunerna Lasva och Haanja i landskapet Võrumaa samt även större delen av Orava kommun i landskapet Põlvamaa.

## Större orter
- Misso (småköping)
- Vastseliina (småköping)